# Casos de abuso sexual de la Iglesia católica en Austria
El escándalo de abusos sexuales en Austria es un capítulo importante en la serie de casos de abusos sexuales católicos en varias jurisdicciones occidentales.

## Cardenal Groër
El cardenal Hans Hermann Groër fue destituido como arzobispo de Viena por Juan Pablo II por presunta conducta sexual inapropiada. Oficialmente, el Papa aceptó la carta de renuncia que Groër había escrito con motivo de su 75 cumpleaños. Esto convirtió a Groër, que se negó rotundamente hasta su muerte a comentar en público las acusaciones, en uno de los clérigos católicos de más alto rango involucrados en los escándalos de abuso sexual.
A petición de la Santa Sede, Groër pasó varios meses en Dresde y luego se retiró al Priorato de San José. Groër murió en Sankt Pölten a los 83 años y está enterrado en un cementerio cisterciense en Marienfeld, Austria.

## Seminario de Sankt Pölten
El obispo Kurt Krenn renunció a su cargo (ver de Sankt Pölten, sufragáneo de Viena) en 2004 después de que hubo un escándalo relacionado con la presunta descarga de pornografía infantil por parte de un estudiante del seminario. En el ordenador de uno de los seminaristas se encontraron hasta 40.000 fotografías y un número no revelado de películas, incluida pornografía infantil, pero Krenn anteriormente enfureció a muchos al calificar las imágenes de «broma infantil».
Juan Pablo II ordenó una investigación sobre las acusaciones y Krenn renunció voluntariamente al cargo.

## Reacción pública
En 2004, los líderes de la Iglesia declararon que varios laicos austriacos habían abandonado la Iglesia católica como consecuencia del escándalo.
 